# Bataille de Hel
Pour les articles homonymes, voir Bataille au large de Hel, Bataille navale de Hel et Hel.
Seconde Guerre mondiale
Batailles
Campagne de Pologne :
- Ultimatum allemand
- Ordre de bataille
- Opération Himmler
- Plan Pékin
- Plan Worek
- Baie de Dantzig
- Défense de la poste centrale de Dantzig
- Westerplatte
- Grudziądz
- Mokra
- Węgierska Górka
- Krojanty
- Forêt de Tuchola
- Borowa Góra
- Wizna
- La Bzura
- Hel
- Jarosław
- Brest-Litovsk
- Tête de pont roumaine
- Invasion soviétique
- Lwów
- Modlin
- Tomaszów Lubelski
- Grodno
- Krasnobród
- Wilno
- Varsovie
- Szack
- Wytyczno
- Kock

La bataille de Hel est l' une des plus longues batailles de l'invasion de la Pologne par l'Allemagne en septembre 1939, au début de la Seconde Guerre mondiale.
La péninsule de Hel, avec la ville de Hel, sur la côte baltique de la Pologne et en grande partie fortifiée quelques années plus tôt, fut  une poche de résistance de l'armée polonaise qui combattit durant plusieurs semaines l'invasion allemande. Environ 3 000 soldats de l'unité de la région fortifiée de Hel (Helski Rejon Umocniony), rattachée au groupe de défense côtier (Grupa Obrony Wybrzeża), commandé par le kontradmirał Włodzimierz Steyer, défendit solidement la zone, contre toute attente, du 9 septembre jusqu'au 2 octobre 1939, date à laquelle les Polonais se rendirent.

## Les installations militaires polonaises
Lors du déclenchement de la Seconde Guerre mondiale, Hel, principale base de la marine polonaise depuis 1928, est forte de 3 000 soldats, et possède plusieurs batteries côtières de canons antiaériens et anti-navires, construites peu de temps avant la guerre, en 1936.

## La bataille
Hel est d'abord attaquée par air et par mer avec la Luftwaffe et la Kriegsmarine dès le 1er septembre 1939. Après plusieurs défaites face aux Allemands (bataille de la forêt de Tuchola, bataille de Westerplatte, bataille de la baie de Dantzig et la bataille de Kępa Oksywska (en)), les forces polonaises du nord encore opérationnelles  se regroupent sur Hel.
Les forces allemandes commandées par le general der Flieger Leonhard Kaupisch (en) et le generaloberst Fedor von Bock atteignent la baie de Puck le 8 septembre et stoppent le 12 au niveau des villes de Swarzewo et Władysławowo, à l'entrée de la péninsule de Hel, isolant ainsi la bande de terre du reste de la Pologne.
Le 21 septembre, Hel est pilonnée par les canons des cuirassés allemands Schleswig-Holstein et Schlesien, qui prennent pour cible en priorité les batteries de défense côtière de la région fortifiée de Hel.
Après la chute de Varsovie et de Modlin, en raison du manque de vivres et de munitions, le moral des défenseurs de Hel est affaibli. Le 1er octobre, les Polonais décident d'entamer des pourparlers de capitulation de Hel. Les troupes polonaises cessent le feu dès 11 h, tandis que les Allemands continuent de tirer jusqu'à 16 h. 
Durant l'occupation, Hel devient un centre de formation majeur des équipages des sous-marins U-Boot de la Kriegsmarine. La région constituera une poche de résistance allemande et ne sera libérée par l'Armée rouge que le 14 mai 1945, six jours après la capitulation nazie.